# Women's Trade Union League (Storbritannien)
Women's Trade Union League, först Women's Protective and Provident League, var en brittisk kvinnoorganisation, verksam 1874-1921. Dess syfte var att organisera kvinnor i fackförenignsrörelsen. Det organiserades 1874 under namnet Women's Protective and Provident League av Emma Paterson, och bytte 1921 namn till Women's Trade Union League. 